# 木下周一

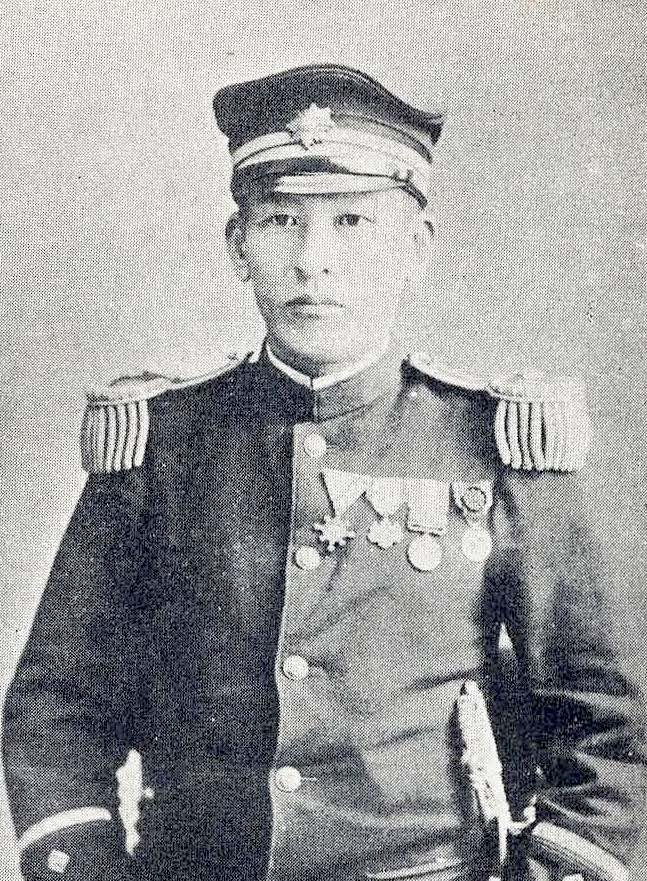
木下周一

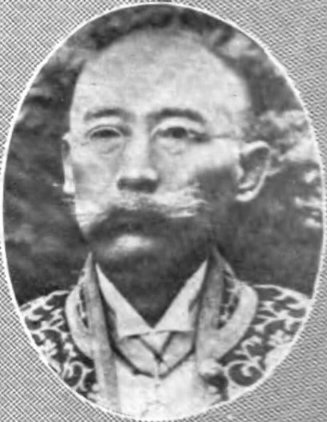
木下周一

木下 周一（きのした しゅういち、1851年10月15日（嘉永4年9月21日）- 1907年（明治40年）6月4日）は、明治期の日本の官僚。官選県知事。

## 経歴
佐賀藩支藩の家臣の子として生まれる。明治4年（1871年）、ドイツに留学しライプツィヒ大学で法律学を学んだ。
帰国後、1875年8月、司法省に入り十一等出仕となる。以後、明法権中属、明法中属、陸軍会計官吏、太政官権少書記官兼陸軍七等出仕、参事院議官補、兼陸軍省御用掛、法制局参事官、兼内閣恩給局審査官などを歴任。参事院議官補時には旧商法の編纂に従事した。
1894年1月、山形県知事に登用され、1897年4月まで在任。同年5月、台湾総督府に転じ、鳳山県知事、台中県知事を歴任。1901年11月、台中県知事が廃官となり、1902年2月、埼玉県知事となる。1905年9月4日、大分県知事に転任したが、一週間後の同月11日に依願免本官となる。墓所は青山霊園(1イ6-3-2)。

## 栄典
位階
- 1897年（明治30年）5月31日 - 従四位[2]
- 1903年（明治36年）9月30日 - 正四位[3]

勲章等
- 1890年（明治23年）6月30日 - 勲六等瑞宝章[4]
- 1894年（明治27年）12月26日 - 勲五等瑞宝章[5]
- 1900年（明治33年）6月30日 - 勲三等瑞宝章[6]
- 1906年（明治39年）4月1日 - 勲二等旭日重光章[7]